# Carrillo (cráter)
Carrillo es un pequeño cráter de impacto, localizado cerca del limbo oriental de la Luna. En esta ubicación el cráter está sujeto a los efectos de la libración lunar, y presenta un aspecto muy ovalado debido a la perspectiva. El brocal de este cráter es aproximadamente circular, con una pared interior que es más ancha en el lado occidental que al este. Está localizado en el borde occidental del Mare Smythii.
|  |

El cráter debe su nombre al ingeniero geotécnico mexicano Nabor Carrillo Flores (1911-1967).